# Club Deportivo Zamorano Esperanza
El Club Deportivo Zamorano Esperanza es un club de fútbol de la localidad de La Esperanza, capital del municipio de El Rosario (Santa Cruz de Tenerife). Actualmente milita en la Primera Interinsular de Tenerife.

## Historia
La Unión Deportiva Esperanza se funda el 2 de febrero de 1955, aunque no sería hasta 1978 cuando comienza a competir con un equipo sénior en el fútbol regional. En pocos años tras su debut, el equipo conseguía dos ascensos consecutivos, con campeonato de liga incluido, y se plantaba en Preferente, máxima división regional y competición en la que más ha militado el equipo esperancero. Tras cuatro temporadas en esta competición lograba el campeonato de liga con su correspondiente ascenso a 3.ª División. Así en la temporada 1998/99 el equipo verde debutaría en el fútbol nacional. 
Ese mismo año se descendería pero en solo dos campañas en Preferente se conseguía otro campeonato de liga con su nuevo ascenso, era la mejor época del equipo. En la vuelta al fútbol nacional 3.ª División el equipo logra salvar la categoría. En la temporada 2002/2003 el equipo descendería a Preferente. Desde entonces el equipo está a caballo entre 1.ª Regional y Preferente. 
En 2007 el equipo cambia su denominación federativa a Club Deportivo Zamorano Esperanza y alcanza un acuerdo de filiaridad con el ULL Esperanza, antiguo CD Estrella Rosario, para que el equipo estrellado nutra de futbolista al CD Z Esperanza. Ese mismo año el club descendería a 1.ª Regional. En la temporada 2014/2015 tras cinco temporadas en esta competición el Club Deportivo Zamorano Esperanza conseguía su tercer campeonato de liga y correspondiente ascenso a Preferente. 
En la vuelta a la máxima categoría del fútbol Tinerfeño, el equipo conseguiría la permanencia en el último encuentro de la temporada, tras vencer a la UD Orotava 1-2 a domicilio. En la siguiente temporada no iba a correr la misma suerte ya que se repetiría la misma situación que la temporada anterior, jugándose la permanencia en el último partido de la temporada con el Juventud Laguna también como visitante con el resultado final de 2-1 y descenso a 1.ª Regional.

## Estadio

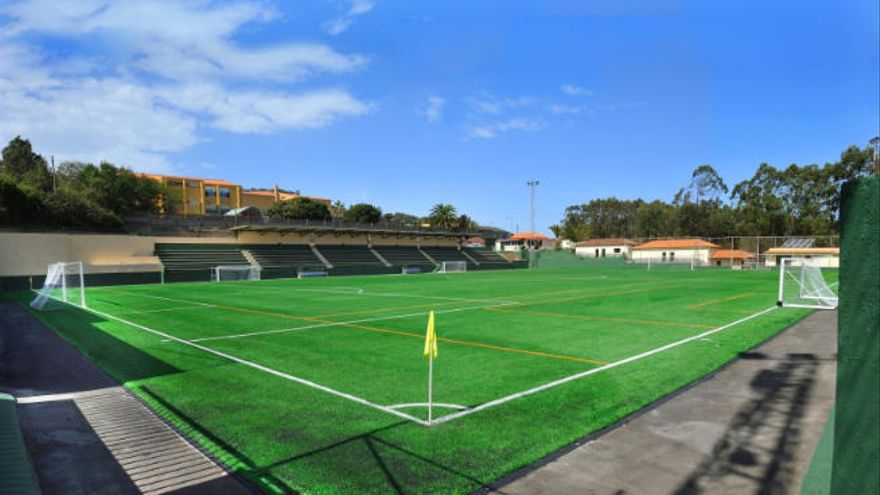
Estadio Maximino Bacallado con nuevo césped sintético (04-X-2019)

La Unión Deportiva Esperanza juega sus encuentros como local en el Estadio Maximino Bacallado. Propiedad municipal este terreno de juego situado en el barrio de La Esperanza tiene una capacidad para unos mil quinientos espectadores.

## Uniforme
- Local: la camiseta es verde con pequeños detalles blancos, el pantalón es blanco y las medias verdes.
- Visitante: el uniforme visitante es azul.

## Temporadas
| Temporada | División     | Posición    | Copa del Rey |
| --------- | ------------ | ----------- | ------------ |
| 1968/69   | 2.ª Regional | 9º          |              |
| 1969/70   | 2.ª Regional | 13º         |              |
| 1970/71   | 3.ª Regional | 2.°         |              |
| 1971/72   | 3.ª Regional | 6.°         |              |
| 1972/73   | 3.ª Regional | 5.°         |              |
| 1973/74   | No Compitió  | No Compitió | No Compitió  |
| 1974/75   | No Compitió  | No Compitió | No Compitió  |
| 1975/76   | No Compitió  | No Compitió | No Compitió  |
| 1976/77   | No Compitió  | No Compitió | No Compitió  |
| 1977/78   | 2.ª Regional | 13º         |              |
| 1978/79   | 2.ª Regional | 10º         |              |
| 1979/80   | 2.ª Regional | 14º         |              |
| 1980/81   | 2.ª Regional | 12º         |              |
| 1981/82   | 2.ª Regional | 7º          |              |
| 1982/83   | 2.ª Regional | 4º          |              |
| 1983/84   | 2.ª Regional | 11º         |              |
| 1984/85   | 2.ª Regional | 8º          |              |
| 1985/86   | 2.ª Regional | 16º         |              |
| 1986/87   | No Compitió  | No Compitió | No Compitió  |
| 1987/88   | No Compitió  | No Compitió | No Compitió  |
| 1988/89   | No Compitió  | No Compitió | No Compitió  |
| 1989/90   | 2.ª Regional | 6º          |              |
| 1990/91   | 2.ª Regional | 8º          |              |
| 1991/92   | 2.ª Regional | 6º          |              |
| 1992/93   | 2.ª Regional | 1º          |              |
| 1993/94   | 1.ª Regional | 1º          |              |
| 1994/95   | Preferente   | 6º          |              |
| 1995/96   | Preferente   | 7º          |              |
| 1996/97   | Preferente   | 8º          |              |
| 1997/98   | Preferente   | 1º          |              |
| 1998/99   | 3.ª División | 20º         |              |
| 1999/00   | Preferente   | 10º         |              |

| Temporada | División     | Posición | Copa del Rey |
| --------- | ------------ | -------- | ------------ |
| 2000/01   | Preferente   | 1º       |              |
| 2001/02   | 3.ª División | 17º      |              |
| 2002/03   | 3.ª División | 19º      |              |
| 2003/04   | Preferente   | 11º      |              |
| 2004/05   | Preferente   | 12º      |              |
| 2005/06   | Preferente   | 16º      |              |
| 2006/07   | Preferente   | 11º      |              |
| 2007/08   | Preferente   | 18º      |              |
| 2008/09   | 1.ª Regional | 2º       |              |
| 2009/10   | Preferente   | 17º      |              |
| 2010/11   | 1.ª Regional | 1º       |              |
| 2011/12   | 1.ª Regional | 6º       |              |
| 2012/13   | 1.ª Regional | 5º       |              |
| 2013/14   | 1.ª Regional | 5º       |              |
| 2014/15   | 1.ª Regional | 1º       |              |
| 2015/16   | Preferente   | 14°      |              |
| 2016/17   | Preferente   | 15°      |              |
| 2017/18   | 1.ª Regional | 12º      |              |
| 2018/19   | 1.ª Regional | 5º       |              |
| 2019/20   | 1.ª Regional | 4º       |              |
| 2020/21   | Preferente   | 5°       |              |
| 2021/22   | Preferente   | 12°      |              |
| 2022/23   | 1.ª Regional | 8º       |              |
| 2023/24   | 1.ª Regional | 14º      |              |
| 2024/25   | 2.ª Regional | '        |              |

### Datos del club
- Temporadas en 3.ª División: 3
- Temporadas en Preferente: 16
- Temporadas en 1.ª Regional: 12
- Temporadas en 2.ª Regional: 16
- Temporadas en 3.ª Regional: 3